# El Cisco
El Cisco è un film western del 1966 diretto da Sergio Bergonzelli.

## Trama
Un uomo misterioso di nome El Cisco è stato accusato ingiustamente di un reato mai commesso. Grazie all'aiuto di un medico finge di essere morto, fino a quando un vicesceriffo corrotto e i suoi uomini lo arrestano.